# Arctia mediopuncta
Arctia mediopuncta là một loài bướm đêm thuộc phân họ Arctiinae, họ Erebidae.